# Skeleton (Kathy Reichs)
Ho fatto i conti molto presto con questa realtà. A scuola, le suore parlavano di Paradiso, Purgatorio, Inferno e Limbo. Sapevo che i miei, “se ne sarebbero andati”, come si diceva in casa mia usando un eufemismo. Sarebbero andati a stare con Dio, a riposare in pace. Così, con questa nozione nebulosa, avevo assimilato l’idea che la vita terrena è destinata a finire; eppure la morte di mio padre e del mio fratellino fu un duro colpo per me.
E la scomparsa di Evangeline Landry era semplicemente inspiegabile.»
(Incipit di Skeleton)
Skeleton è il decimo libro delle avventure dell'antropologa forense Temperance Brennan, scritte dall'autrice statunitense Kathy Reichs nel 2007.

## Trama
Nel suo laboratorio a Montréal, Temperance è alle prese con le sue abituali analisi sulle ossa, ma con la testa che pensa alla fine del fidanzamento con il tenente Ryan ed il riavvicinamento di quest'ultimo alla madre di sua figlia, in quanto ha frainteso l'intesa tra l'antropologa e l'ex-marito. Peccato che Pete voglia il divorzio da Tempe per potersi risposare. Nei suoi pensieri si insinuano i ricordi di quando da bambina insieme alla sorella Harry si recava in vacanza a Pawley's Island, nel South Carolina, dove incontravano ogni volta la loro amica di origini canadesi e con l'aspirazione di diventare poetessa, Evangeline Landry. Le sovviene che improvvisamente Evangeline non le ha più raggiunte nel luogo di villeggiatura ed una sensazione strana, molto istintiva, le fa pensare che i resti che sta esaminando appartengano proprio a lei. La fisionomia, l'età e la zona in cui sono state trovate le ossa, dove abitava la piccola Landry, sembrano confermare la supposizione della dottoressa. Oltre a questo caso, ce ne saranno altri riguardanti bambine scomparse molto tempo addietro e ad aiutarla nelle indagini, oltre a Ryan, agli altri agenti ed ai vari tecnici o scienziati, ci sarà anche la stessa Harry, giunta in Canada con l'ennesimo divorzio alle spalle, ma in forma. Anche in questo caso la dottoressa Brennan si trova in pericolo, ma riuscirà nuovamente a salvarsi e ad arrivare alla verità: un giro di pornografia che vede coinvolte molte persone. C'è anche la speranza che tra lei ed il tenente dagli occhi azzurri torni il sereno.

## Personaggi
- Temperance Brennan: protagonista ed antropologa forense;
- Andrew Ryan: tenente della Section de Crimes contre la Personne della SUQ (Sûreté du Québec);
- Pete Peterson: ex marito di Temperance;
- Harry Brennan: sorella della protagonista.

## Narrazione
Il romanzo è narrato in prima persona dalla protagonista e vi è un intreccio tra descrizioni scientifiche delle procedure utilizzate, la narrazione degli eventi, dei contesti e dei personaggi ed infine le sensazioni e le emozioni della dottoressa.

## Edizioni
- Kathy Reichs, Skeleton, traduzione di Irene Annoni, La Scala stranieri, Rizzoli, 2007,  p. 394, ISBN 978-88-17-01725-1.
- Kathy Reichs, Skeleton, Libri Oro, Rcs, 2008,  p. 400, ISBN 978-88-486-0376-8.

- Kathy Reichs, Skeleton, traduzione di Irene Annoni, Bur narrativa, Rizzoli, 2009,  p. 396, ISBN 978-88-17-02846-2.